# Ernest MacMillan
Ernest Alexander Campbell MacMillan, CC (18 de agosto de 1893 - 6 de maio de 1973) foi um maestro orquestral e compositor internacionalmente renomado, o único "Cavaleiro Musical" canadense. Suas contribuições extraordinárias para o desenvolvimento da música no Canadá, como maestro, intérprete, compositor, administrador, conferencista, escritor, humorista e estadista, são incomparáveis.

## Biografia

### Primeiros Anos e Educação
Ernest Alexander Campbell MacMillan nasceu em Mimico, Ontario, filho de um Ministro da Igreja Presbiteriana de Mimico, Alexander MacMillan. Uma criança prodígio, ele apresentou seu primeiro recital de órgão aos dez anos de idade. Após estudar em Londres, na Faculdade Real de Organistas, ele estudou história moderna na Universidade de Toronto, de 1911 a 1914.

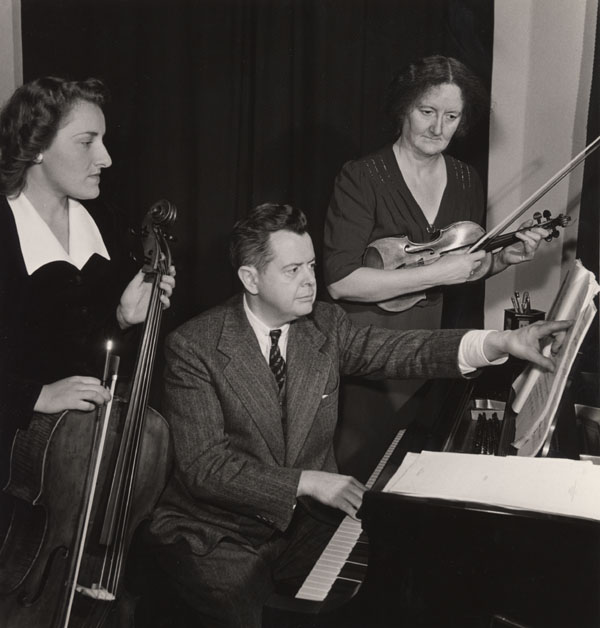

### Prisão na Alemanha
MacMillan viajou para Paris na primavera de 1914 e começou estudar piano, com Thérèse Chaigneau, com aulas particulares. Ele foi visitar Bayreuth, Alemanha, para apresentar-se no Festival de Bayreuth, quando a Primeira Guerra Mundial começou, em agosto, seguindo-se com o assassinato do Arquiduque Franz Ferdinand von Österreich, em 28 de junho. MacMillan foi inicialmente preso pela Polícia Alemã como inimigo, já que o Canadá havia declarado guerra ao Império Germânico em 5 de agosto. Ele foi levado para um campo de detenção, localizado em Ruhleben, nos arredores de Berlim. Durante esse período, ele tornou-se um proeminente membro da Sociedade Musical Ruhleben e dirigiu performances de Mikado e uma versão de Cinderella. Algumas de suas performances foram apreciadas por importantes nomes da época, como James W. Gerard, o Embaixadas dos Estados Unidos na Alemanha.

### Música Canadense
De 1926 a 1942, MacMillan foi o Maestro Residente do Conservatório de Música de Toronto, depois tornando-se o Conservatório de Música Real. Ele foi notável no Quarteto de Cordas do Conservatório em 1929. Ele foi o Maestro Residente da Orquestra Sinfônica de Toronto, entre 1931 a 1956.

### Honras
Pelos seus trabalhos a música no Canadá, ele foi nomeado Cavaleiro pelo rei George V, em recomendação do Primeiro Ministro do Canadá, R.B. Bennett. Em 1969, MacMillan foi nomeado um Companheiro da Ordem do Canadá. A cerimônia foi particulares, já que a saúde de MacMillan não permitia que ele viajasse a Ottawa.
Sir Ernest Alexander Campbell MacMillan faleceu em Toronto, em 1973.